# Championnats du monde de course d'orientation 2025
Navigation
Édition précédente Édition suivante
Les championnats du monde de course d'orientation 2025, quarantième édition des championnats du monde de course d'orientation, ont lieu du 8 au 12 juillet 2025 à Kuopio, en Finlande.

## Podiums
| Épreuves                  | Or                                                                     | Or      | Argent                                                        | Argent  | Bronze                                                      | Bronze  |
| Femmes                    | Femmes                                                                 | Femmes  | Femmes                                                        | Femmes  | Femmes                                                      | Femmes  |
| ------------------------- | ---------------------------------------------------------------------- | ------- | ------------------------------------------------------------- | ------- | ----------------------------------------------------------- | ------- |
| Moyenne distance (5 km)   | Tove Alexandersson (SWE)                                               | 33:17   | Sanna Fast (SWE)                                              | 34:19   | Hanna Lundberg (SWE)                                        | 35:43   |
| Longue distance (13,3 km) | Simona Aebersold (SUI)                                                 | 1:34:51 | Tove Alexandersson (SWE)                                      | 1:35:00 | Andrine Benjaminsen (NOR)                                   | 1:37:16 |
| Relais                    | Suède- Hanna Lundberg - Sanna Fast - Tove Alexandersson                | 1:41:32 | Norvège- Pia Young Vik - Marie Olaussen - Andrine Benjaminsen | 1:44:00 | Suisse- Paula Gross - Natalia Gemperle - Simona Aebersold   | 1:45:32 |
| Hommes                    |                                                                        |         |                                                               |         |                                                             |         |
| Moyenne distance (5,8 km) | Eirik Langedal Breivik (NOR)                                           | 33:42   | Kasper Harlem Fosser (NOR)                                    | 34:16   | Anton Johansson (SWE)                                       | 34:49   |
| Longue distance (16 km)   | Kasper Harlem Fosser (NOR)                                             | 1:37:50 | Martin Regborn (SWE)                                          | 1:40:47 | Matthias Kyburz (SUI)                                       | 1:41:30 |
| Relais                    | Norvège- Jørgen Baklid - Eirik Langedal Breivik - Kasper Harlem Fosser | 1:41:38 | Suisse- Daniel Hubmann - Fabian Aebersold - Matthias Kyburz   | 1:43:28 | Finlande- Topi Syrjäläinen - Akseli Ruohola - Miika Kirmula | 1:46:27 |

## Tableau des médailles
| Rang  | Nation   | Or | Argent | Bronze | Total |
| ----- | -------- | -- | ------ | ------ | ----- |
| 1     | Norvège  | 3  | 2      | 1      | 6     |
| 2     | Suède    | 2  | 3      | 2      | 7     |
| 3     | Suisse   | 1  | 1      | 2      | 4     |
| 4     | Finlande | 0  | 0      | 1      | 1     |
| Total | Total    | 6  | 6      | 6      | 18    |